# Mačkovac (Vrbje)
Mačkovac je naseljeno mjesto u Republici Hrvatskoj u općini Vrbje u Brodsko-posavskoj županiji.

## O naselju
U Mačkovcu se nalazi župna crkva Svetog Mateja apostola u sastavu Požeške biskupije,  Područna škola Mato Lovrak. 

## Zemljopis
Mačkovac se na obali rijeke Save 15 km južno od Nove Gradiške, susjedna sela su Dolina na istoku i Savski Bok na zapadu. 

## Stanovništvo
Prema popisu stanovništva iz 2011. godine Mačkovac je imao 289 stanovnika, dok je 2001. godine imao 374 stanovnika od toga 356 Hrvata. 
| broj stanovnika | 621   | 654   | 591   | 553   | 535   | 607   | 591   | 622   | 649   | 663   | 648   | 560   | 469   | 446   | 374   | 289   | 205   |
|                 | 1857. | 1869. | 1880. | 1890. | 1900. | 1910. | 1921. | 1931. | 1948. | 1953. | 1961. | 1971. | 1981. | 1991. | 2001. | 2011. | 2021. |

## Šport
- NK Sava Mačkovac